# Coupe du Maroc de football 2000-2001
 (avril 2024).
Si vous disposez d'ouvrages ou d'articles de référence ou si vous connaissez des sites web de qualité traitant du thème abordé ici, merci de compléter l'article en donnant les références utiles à sa vérifiabilité et en les liant à la section « Notes et références ».
Navigation
Édition précédente Édition suivante
La saison 2000-2001 de la Coupe du Trône est la quarante-cinquième édition de la compétition. 
Le Wydad AC remporte la coupe au détriment du Maghreb de Fès sur le score de 1-0 au cours d'une finale jouée le 2 novembre 2002 au Complexe Sportif Moulay Abdallah à Rabat. Le WAC remporte ainsi cette compétition pour la neuvième fois de son histoire.

## Déroulement

### Quarts de finale
| Équipe 1            | Équipe 2                     | Résultat            |
| Wydad AC            | FUS de Rabat                 | 1 - 0               |
| MAS de Fès          | Olympique de Khouribga       | 1 - 0               |
| Raja de Casablanca  | Nejm Shabab Bidawi           | 3 - 1               |
| Raja de Beni Mellal | Jeunesse Sportive El Massira | 0 - 0 2 - 4 (t.a.b) |

### Demi-finales
| Équipe 1   | Équipe 2                     | Résultat |
| Wydad AC   | Raja de Casablanca           | 1 - 0    |
| MAS de Fès | Jeunesse Sportive El Massira | 4 - 1    |

### Finale
La finale oppose les vainqueurs des demi-finales, le Wydad Athletic Club face au Maghreb de Fès, le 2 novembre 2001 au Complexe Sportif Moulay Abdallah à Rabat.
| Coupe du Trône : Finale 2001 | Wydad Athletic Club | 1 - 0 | Maghreb de Fès | Complexe Sportif Moulay Abdallah, Rabat          |                                                  |
| 2 novembre 2002              | El Ansri 115e       |       |                | Spectateurs : 67 000 Arbitrage : Mohamed Guezzaz | Spectateurs : 67 000 Arbitrage : Mohamed Guezzaz |
| 2 novembre 2002              |                     |       |                | Spectateurs : 67 000 Arbitrage : Mohamed Guezzaz | Spectateurs : 67 000 Arbitrage : Mohamed Guezzaz |